# Луг (Беочин)
Луг (серб. Луг) — село в Сербії, належить до общини Беочин Південно-Бацького округу в багатоетнічному, автономному краю Воєводина.

## Населення

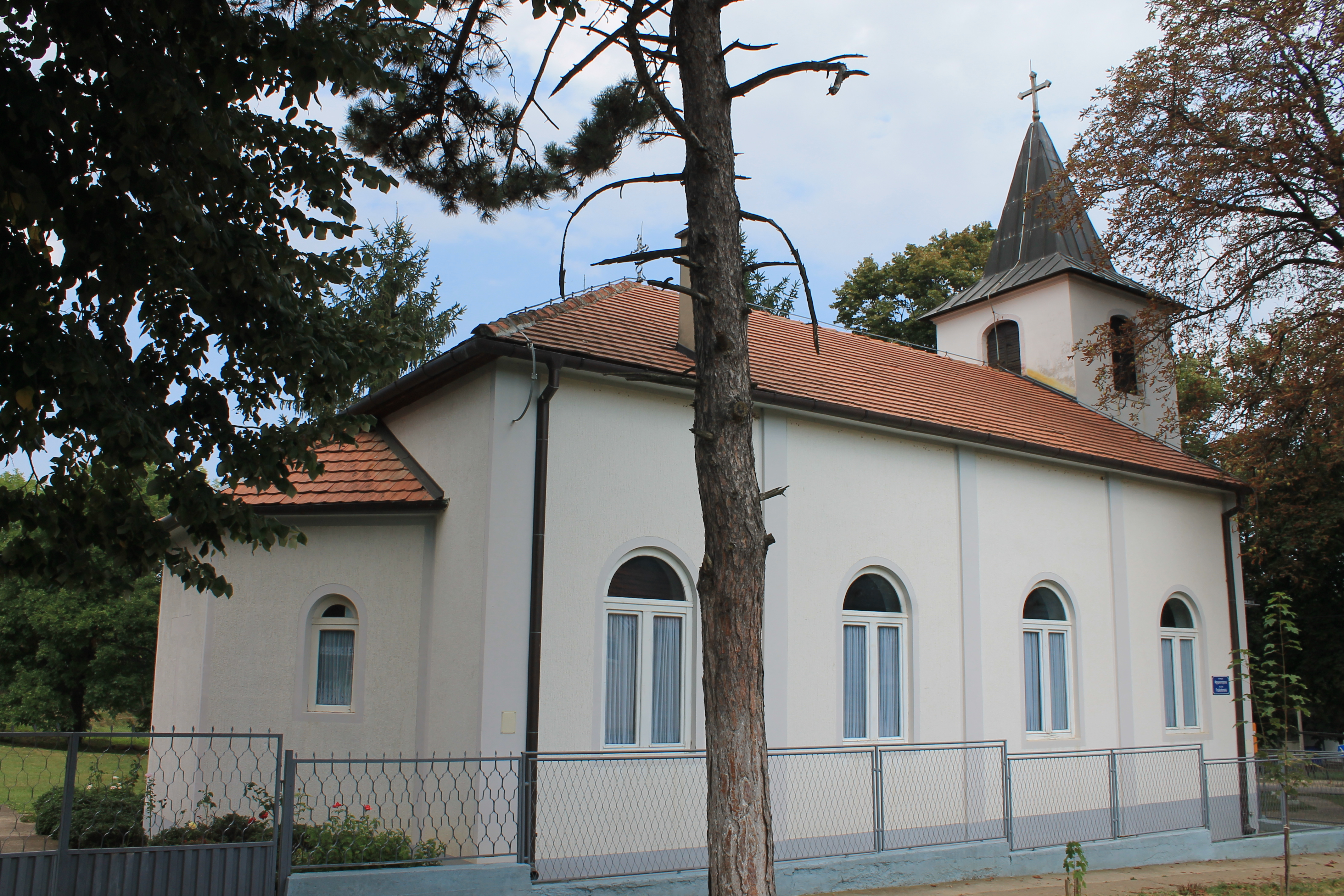
Євангельська церква

Населення села становить 811 осіб (2002, перепис), з них:
- словаки — 772 — 96,37%;
- серби — 15 — 1,87%;

Решту жителів  — з десяток різних етносів, зокрема: хорвати, чорногорці, болгари.